# Спірін Олексій Миколайович
Олексій Миколайович Спірін (рос. Алексей Николаевич Спирин, 4 січня 1952, Рузаєвка, Мордовська АРСР — 31 січня 2024) — радянський, а потім російський футбольний арбітр. Арбітр ФІФА у 1987—1990 роках, голова інспекторського комітету РФС, директор Кубка Першого каналу, один з найбільш знаменитих футбольних арбітрів СРСР і Росії 80-х та 90-х років.

## Біографія
Закінчив МІФІ. Коли прийшов час робити вибір, чим займатися після закінчення вузу, вирішив зосередитися саме на суддівській кар'єрі. У 1982 році був допущений для обслуговування матчів вищої ліги першості СРСР. Дослужився до звання судді всесоюзної категорії. Сім разів входив до списків найкращих арбітрів СРСР.
У 35 років отримав міжнародну категорію, ставши наймолодшим арбітром ФІФА в історії СРСР.
Провів понад 50 міжнародних матчів як на рівні національних збірних, так і в європейських кубках, обслуговував фінал Кубка УЄФА 1991 року. Судив матчі чемпіонату світу в Італії у 1990 році — один матч в полі та два на лінії, чемпіонату Європи у Швеції в 1992 році (відсудив матч відкриття Швеція-Франція), а також відпрацював на одній грі на Олімпійських іграх в Сеулі в 1988 році.
В чемпіонатах Росії провів 9 ігор. Завершив кар'єру судді у 1992 році.
Після завершення роботи арбітром працював у структурах РФС, в тому числі у 2005—2006 роках був генеральним секретарем РФС, після цього очолював інспекторський комітет РФС, був директором Кубка Першого каналу, виступав експертом у багатьох телевізійних футбольних програмах.

## Особисте життя
Молодший брат Олексія — Петро Спірін (1957—2011) також працював футбольним арбітром, обслуговував матчі російської Прем'єр-Ліги у 1993—2002 роках.